# Кояшевич, Дамир
Дамир Кояшевич (черног. Дамир Којашевић / Damir Kojašević; 3 июня 1987, Подгорица, Черногория) — черногорский футболист, полузащитник клуба «Езеро». Чемпион трёх стран (Черногории, Казахстана и Македонии).

## Карьера

### Клубная
Дамир Кояшевич начал заниматься футболом в 13 лет. Является воспитанником футбольного клуба «Дечич» из Тузи — пригорода Подгорицы. Свою профессиональную карьеру он начал в 17 лет в молодёжном составе этого клуба. В основном составе «Дечича» Дамир Кояшевич выступал два сезона, сыграл тридцать один матч и забил четыре гола.
Летом 2008 года заключил контракт на два года с польской «Ягеллонией» из Белостока, за которую в первом сезоне сыграл двадцать три матча и забил три гола. Летом 2009 года был отдан в аренду в другой польский клуб лиги Экстракласа «Гурник» из Ленчны, сыграл за него семь матчей и забил пять голов, но в основной состав не пробился.
В январе 2010 года он вернулся в Черногорию и пополнил ряды «Зеты» из городка Голубовци. В «Зете» Кояшевич был до конца сезона 2009/10, сыграл в четырнадцати матчах и забил четыре гола.
В июле 2010 года он переехал в Боснию и Герцеговину и подписал двухлетний контракт со столичным «Сараево». В составе «Сараево» Кояшевич превратился в одного из лидеров команды и был признан одним из лучших игроков боснийской Премьер-лиги. Всего в «Сараево» он сыграл пятьдесят один матч, забил десять голов и стал серебряным призёром чемпионата сезона 2010/11.
В начале 2012 года он вернулся на коне в Черногорию и подписал контракт с сильнейшим клубом «Будучност» из Подгорицы. В «Будучности» Дамир Кояшевич провел второй круг, сыграл в пятнадцати матчах, забил два гола и стал с ней чемпионом Черногории сезона 2011/12.
Летом был отдан в аренду в Казахстан в столичный клуб «Астана», выступающий в Премьер-лиге. Во втором круге чемпионата Кояшевич сыграл 11 игр и забил два гола. Дамир также забил два гола «Кайсару» в гостях и вывел «Астану» в полуфинал Кубка Казахстана. Затем выступил в победном финале Кубка Казахстана, когда клуб впервые завоевал право выступать в Лиге Европы УЕФА сезона 2013/14.
После этого «Астана» заключила в феврале 2013 года с черногорцем контракт на три года. За два сезона Кояшевич провёл 50 игр и забил 10 голов. С клубом он выиграл сначала серебряные медали чемпионата 2013, а затем и золотые 2014.
Но в феврале 2015 года Дамир Кояшевич был отправлен в аренду на полгода в узбекский клуб «Локомотив» из Ташкента, который выступает в Высшей лиге чемпионата Узбекистана. Но игра в Узбекистане не задалась и летом черногорец вернулся в Астану. А в августе стороны мирно расстались.
Осенью 2015 года Кояшевич играл за черногорский клуб «Младост», но со своими титулами искал себе клуб посильней.
В январе 2016 года Кояшевич заключил контракт на два с половиной года с самым титулованным македонским клубом «Вардар» из Скопье. С клубом он завоевал две золотые медали македонского чемпионата.
Но 31 августа 2017 года Дамир перешёл в клуб «Воеводина» — бронзовый призёр сербского чемпионата,.
В феврале 2018 года Кояшевич подписал контракт с казахстанским клубом «Шахтёр» (Караганда). В матче с «Атырау» 16 сентября забил со штрафного свой 7-й гол, принёс победу своей команде (2-1) и стал лучшим бомбардиром «Шахтёра». Но получил травму.

### Сборная
После того, как Кояшевич стал чемпионом Македонии в мае 2016 года новый главный тренер сборной Черногории Любиша Тумбакович вызвал его на гостевой отборочный матч чемпионата мира 2018 со сборной Румынии. Игра 4 сентября 2017 года закончилась вничью (1-1) и Дамир сделал голевой пас. А затем Кояшевич отыграл весь матч со сборной Казахстана в Подгорице (5-0), сделав три ассиста, потом забил гол армянам в Ереване. Но в 2017 году сыграл всего в 2 играх из 6 матчей сборной из-за того, что перешёл из «Вардара» в «Воеводина» и имел мало игровой практики.
Но в марте 2018 года снова был вызван в сборную для товарищеских игр 23 марта с Кипром (Никосия) и 27 марта с Турцией (Подгорице).

## Достижения
«Сараево»
- Вице-чемпион Боснии и Герцеговины (1): 2010/11

«Будучност»
- Чемпион Черногории: 2011/12

«Астана»
- Обладатель Кубка Казахстана: 2012
- Вице-чемпион Премьер-Лиги: 2013
- Чемпион Казахстана: 2014

«Вардар»
- Чемпион Македонии: 2015/16, 2016/17